# Vécsey Miklós (főispán, 1789–1854)
Hajnácskői báró Vécsey Miklós (Kassa, 1789. április 9. – Szenna, 1854. szeptember 26.) császári és királyi kamarás, valóságos belső titkos tanácsos, a Szent István-rend lovagja, főispán.

## Élete
Vécsey Miklós főispán, táblabíró és báró Orczy Anna fia, Csáky Antalné Vécsey Anna testvére. 1826-ban Pozsonyban megnősült. Atyja halála (1829) után átvette Szatmár vármegye kormányzását és 1846-ig viselte hivatalát, amikor főispáni méltóságáról lemondott. 
Cikkei a Társalkodóban (1840. 13. sz. Duna-tiszai hajózható nagycsatorna); a Hetilapban (II. 1846-47. Tisza-szabályozás körül).

## Munkája
- Beiträge zur Geschichte der Flüsse und Sümpfe Ungarns. Mit Hinweisung auf zweckmässige Wasserregulation. Pest, 1854. (Ism. P. Napló 106., 107. sz.).